# Atimura strandi
Atimura strandi är en skalbaggsart som beskrevs av Stefan von Breuning 1940. Atimura strandi ingår i släktet Atimura och familjen långhorningar. Inga underarter finns listade.